# Paternò

Ubicació de Paternò dins de la província

Paternò (sicilià Patennò) és un municipi italià, situat a la regió de Sicília i a la ciutat metropolitana de Catània. L'any 2007 tenia 49.131 habitants. Limita amb els municipis de Belpasso, Biancavilla, Castel di Judica, Centuripe (EN), Ragalna, Ramacca i Santa Maria di Licodia.

## Administració
| Període | Identitat       | Partit |
| ------- | --------------- | ------ |
| 2008-   | Giuseppe Failla | AN     |